# КК Црвена звезда сезона 1948/49.
Сезона 1948/49. КК Црвена звезда обухвата све резултате и остале информације везане за наступ Црвене звезде у сезони 1948/49. С обзиром да се цело првенство играло по двокружном лига систему али само у једно календарској години, ова сезона се заправо односи само на 1949. годину.
Пре почетка сезоне тим је напустио Борислав Станковић, али је из Задра дошао Тулио Роклицер. Црвена звезда је опет била доминантна у првенству уз само један претрпљени пораз и то на домаћем терену од Партизана, опет освојила титулу националног првака.

## Тим
| бр     | бр     | Позиција | Име                | Националност                                     | Напомене             |
| ------ | ------ | -------- | ------------------ | ------------------------------------------------ | -------------------- |
|        |        |          | Небојша Поповић    | Социјалистичка Федеративна Република Југославија | истовремено и тренер |
|        |        |          | Срђан Калембер     | Социјалистичка Федеративна Република Југославија |                      |
|        |        |          | Александар Гец     | Социјалистичка Федеративна Република Југославија |                      |
|        |        |          | Александар Николић | Социјалистичка Федеративна Република Југославија |                      |
|        |        |          | Ладислав Демшар    | Социјалистичка Федеративна Република Југославија |                      |
|        |        |          | Тулио Роклицер     | Социјалистичка Федеративна Република Југославија |                      |
|        |        |          | Милан Бјегојевић   | Социјалистичка Федеративна Република Југославија |                      |
|        |        |          | Страхиња Алагић    | Социјалистичка Федеративна Република Југославија |                      |
|        |        |          | Милорад Соколовић  | Социјалистичка Федеративна Република Југославија |                      |
|        |        |          | Василије Стојковић | Социјалистичка Федеративна Република Југославија |                      |
|        |        |          | Борко Јовановић    | Социјалистичка Федеративна Република Југославија |                      |
|        |        |          | Мића Маринковић    | Социјалистичка Федеративна Република Југославија |                      |
|        |        |          | Влада Гаћиновић    | Социјалистичка Федеративна Република Југославија |                      |
| Тренер | Тренер | Тренер   | Небојша Поповић    | Социјалистичка Федеративна Република Југославија |                      |

## Првенство Југославије
|     | Тим                 | Игр. | Поб. | Пор. | П+  | П-  | Бод |
| --- | ------------------- | ---- | ---- | ---- | --- | --- | --- |
| 1.  | Црвена звезда       | 18   | 17   | 1    | 796 | 475 | 34  |
| 2.  | Партизан            | 18   | 16   | 2    | 719 | 434 | 32  |
| 3.  | Младост Загреб      | 18   | 12   | 6    | 554 | 491 | 24  |
| 4.  | Јединство Загреб    | 18   | 11   | 7    | 676 | 657 | 22  |
| 5.  | Металац Београд     | 18   | 9    | 9    | 592 | 527 | 18  |
| 6.  | Железничар Београд  | 18   | 8    | 10   | 592 | 567 | 16  |
| 7.  | Енотност Љубљана    | 18   | 8    | 10   | 556 | 585 | 16  |
| 8.  | Пролетер Зрењанин   | 18   | 5    | 13   | 512 | 665 | 10  |
| 9.  | Локомотива Ријека   | 18   | 3    | 15   | 495 | 795 | 6   |
| 10. | Милиционар Сарајево | 18   | 1    | 17   | 228 | 254 | 2   |